# Кларак (Атлантски Пиринеји)
Кларак (фр. Claracq) насеље је и општина у југозападној Француској у региону Аквитанија, у департману Атлантски Пиринеји која припада префектури По.
По подацима из 2011. године у општини је живело 234 становника, а густина насељености је износила 23,71 становника/km². Општина се простире на површини од 9,87 km². Налази се на средњој надморској висини од 204 метара (максималној 262 m, а минималној 140 m).

## Демографија
| 1962. | 1968. | 1975. | 1982. | 1990. | 1999. | 2011. |
| ----- | ----- | ----- | ----- | ----- | ----- | ----- |
| 205   | 201   | 218   | 208   | 193   | 208   | 234   |

График промене броја становника у току последњих година